# جون بيكوك (لاعب كرة قدم)
جون بيكوك (بالإنجليزية: John Peacock)‏ (27 مارس 1956 في المملكة المتحدة - ) هو مدرب كرة قدم ولاعب كرة قدم بريطاني في مركز الدفاع. لعب مع سكونثورب يونايتد ونادي بوسطن يونايتد.

## وصلات خارجية
- جون بيكوك على موقع قاعدة بيانات كرة القدم.إي يو (الإنجليزية)